# Блери
Блери (фр. Bleury) насеље је и општина у централној Француској у региону Центар (регион), у департману Ер и Лоар која припада префектури Шартр.
По подацима из 1999. године у општини је живело 422 становника, а густина насељености је износила 53 становника/km². Општина се простире на површини од 7,85 km². Налази се на средњој надморској висини од 128 метара (максималној 156 m, а минималној 113 m).

## Демографија
| 1962. | 1968. | 1975. | 1982. | 1990. | 1999. |
| ----- | ----- | ----- | ----- | ----- | ----- |
| 162   | 164   | 176   | 270   | 395   | 422   |

График промене броја становника у току последњих година